# Tour Eiffel 95.2
Tour Eiffel 95.2 était une radio locale généraliste, financée notamment par la Ville de Paris, qui émettait sur l'Île-de-France dans les années 1990.
La station avait pris la suite de Radio service Tour Eiffel. Riche d'une rédaction d'une quinzaine de journalistes elle proposait des journaux sur l'actualité internationale, nationale, locale mais aussi des émissions sur la culture, le sport, le cinéma, la politique, etc.
Elle n'a rien à voir avec la radio  "95,2 FM" crée en 1984 par Robert Namias et Alexandre Marcellin?

## Journalistes de Tour Eiffel 95.2
- Pierre Lacombe
- Christophe Moulin
- Paul-Emmanuel Géry
- Cécile Aspe
- Gaëtan Lecointe (journaliste)
- Nathalie Chevance[1] (journaliste)